# Hurdals kommun
Hurdals kommun (norska: Hurdal kommune) är en kommun i Akershus fylke i sydöstra Norge. Kommunen omfattar ett område kring den norra delen av sjön Hurdalssjøen. Centralort är tätorten Torget.
Fjellsjøkampen ligger i den norra delen av Hurdals kommun och är Akershus högsta berg, 812 meter över havet. Vid klart väder kan man härifrån se Gaustatoppen och toppar i Jotunheimen och Rondane.
Hurdal kallades Østlandets pärla av diktaren Theodor Caspari.

## Administrativ historik
Hurdals kommun etablerades som kommun 1 januari 1838 (formannskapsdistrikt). Feirings kommun skiljdes från Hurdals kommun den 1 januari 1870. Fram till 1918 skrevs namnet Hurdalens kommun.

## Kommunvapen
Kommunvapnet är från 1988.

## Tätorter
I Hurdals kommun finns två tätorter:
- Prestegårdshagen
- Torget (centralort)

## Socknar
Inom Norska kyrkan motsvaras Hurdals kommun av Hurdals socken i Øvre Romerike prosteri i Borgs stift.

## Bilder

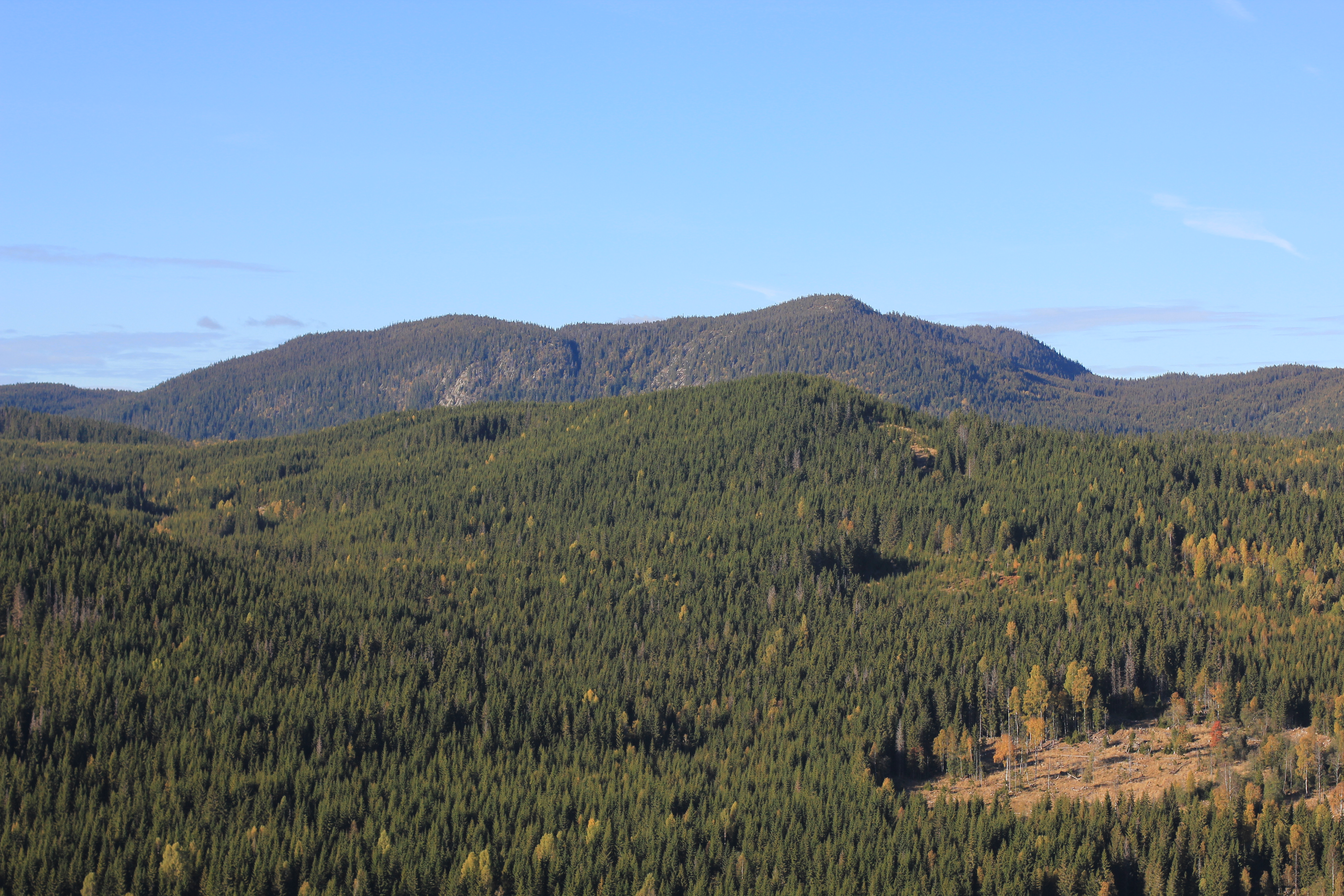
Fjellsjøkampen.
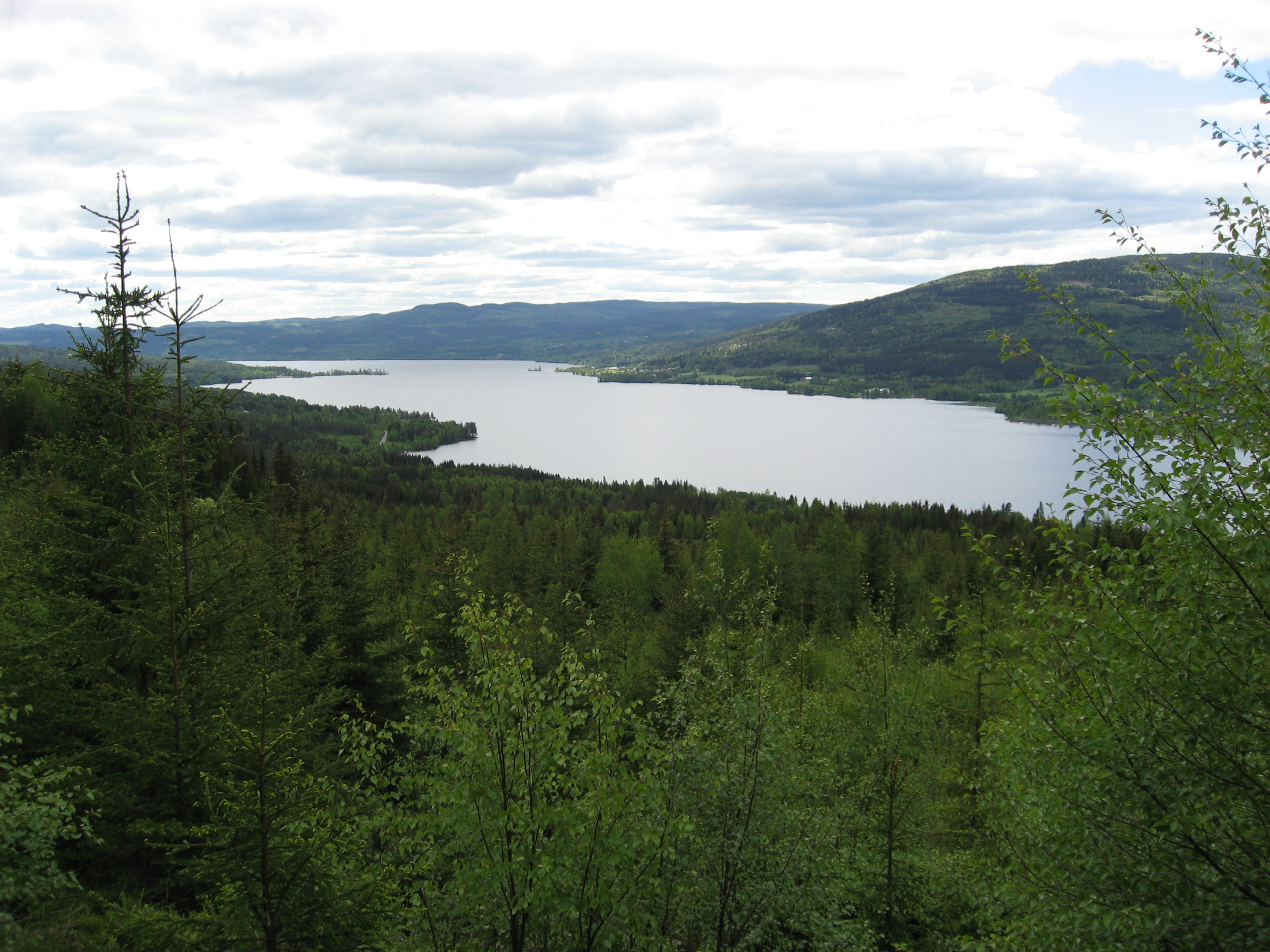
Hurdalssjøen.